# Rehburg-Loccum
Rehburg-Loccum er en by i den sydøstlige del af Landkreis Nienburg/Weser i den tyske delstat Niedersachsen, beliggende ca 50 km nordvest for Hanover.

## Geografi
Rehburg-Loccum grænser op til søen Steinhuder Meer. Kommunen område krydses af højddraget Rehburger Berge, og Steinhuder Meerbach der er afløb fra Steinhuder Meer løber gennem kommunenfra øst mod vest. En del af Naturpark Steinhuder Meer ligger i kommunen.

### Nabokommuner
Nabokommuner er byerne Wunstorf og Neustadt am Rübenberge, begge i Region Hannover , Petershagen/Weser i Kreis Minden-Lübbecke, Nordrhein-Westfalen, samt Samtgemeinden Landesbergen i Landkreis Nienburg/Weser, Niedernwöhren og Sachsenhagen, der begge ligger i Landkreis Schaumburg.

### Inddeling
I Rehburg-Loccum ligger landsbyerne:
- Bad Rehburg
- Loccum
- Münchehagen
- Rehburg
- Winzlar